# Idriss Ndélé Moussa
Idriss Ndélé Moussa Yayami est un homme politique tchadien né le 17 avril 1959 à Faya-Largeau et mort dans un accident de voiture le 20 mai 2013 à N'Djaména,. Il était le président du Parlement panafricain de l'Union africaine de 2009 à 2012.

## Biographie
Il a également été secrétaire général du Conseil supérieur de transition (CST), qui a agi en tant que parlement provisoire de la Conférence nationale souveraine au Tchad. Il était membre de la mission de l'Union africaine pour observer les élections législatives à Maurice en 2005, membre de la mission du Parlement panafricain  pour observer les élections générales au Zimbabwe en 2008 et pour observer les élections parlementaires en Angola en 2008.
Dentiste de profession, et premier dentiste au Tchad.
Deputé Elus d'ordre chevalier par le président défunt Idriss Deby.
Père de 8 enfants, Fils de Deputé Moussa Yayami et frère cadets de Ahmed Moussami Yayami Dr de cabinet de Habré,,.